# Hilden - Spörkelnbruch
Hilden - Spörkelnbruch este o arie protejată (arie specială de conservare — SAC, sit de importanță comunitară — SCI) din Germania întinsă pe o suprafață de 107,79 ha, integral pe uscat.

## Localizare
Centrul sitului Hilden - Spörkelnbruch este situat la coordonatele 51°11′25″N 6°57′17″E / 51.1903°N 6.9547°E.

## Înființare
Situl Hilden - Spörkelnbruch a fost declarat sit de importanță comunitară în august 1999 pentru a proteja un număr necunoscut de specii din flora spontană și fauna sălbatică aflate în arealul zonei. Situl a fost protejat și ca arie specială de conservare în septembrie 2005.

## Biodiversitate
Situată în ecoregiunea atlantică, aria protejată conține 7 habitate naturale: Pajiști umede nord-atlantice cu Erica tetralix, Pajiști uscate europene, Pajiști cu Molinia pe soluri calcaroase, turboase sau argilos-nămoloase (Molinion caeruleae), Fânețe de joasă altitudine (Alopecurus pratensis, Sanguisorba officinalis), Păduri acidofile de stejar bătrân cu Quercus robur pe câmpii nisipoase, Mlaștini împădurite, Păduri aluvionare cu Alnus glutinosa și Fraxinus excelsior (Alno-Padion, Alnion incanae, Salicion albae).
La baza desemnării sitului se află un număr nedeclarat de specii protejate.
Pe lângă speciile protejate, pe teritoriul sitului au mai fost identificate 4 specii de plante, 1 specie de nevertebrate, 1 specie de reptile.